# Tour des Flandres 2009
La 93e édition du Tour des Flandres a eu lieu le 5 avril. La course d'une distance de 259,7 km s'est disputée entre Bruges et Ninove. La course est la deuxième épreuve de l'UCI ProTour 2009 et la cinquième épreuve du Calendrier mondial UCI 2009. Elle est remportée par le Belge Stijn Devolder.

## Présentation

### Parcours
Comme à l'accoutumée, le départ est donné à Bruges. Le parcours passe par Gand avant de redescendre en direction de Zottegem. Les premiers secteurs pavés y sont abordés avec la Lippenhovestraat et Paddestraat. Le Molenberg est le premier mont de la journée. Le parcours traverse ensuite Audenarde avant de réaliser une boucle au nord-ouest de cette ville avec un passage par Anzegem. La zone des monts commence alors réellement avec l'ascension du Vieux Quaremont, suivie du Paterberg et du Koppenberg. Les difficultés s'enchaînent ensuite à intervalle régulier jusqu'au juge de paix de l'épreuve : le mur de Grammont suivi immédiatement du Bosberg. L'arrivée est jugée sur la Hallebaan à Meerbeke.
Les seize monts de cette édition sont les suivants : 
| Mont | Nom             | Km    | Revêtement     | Longueur (m) | Pente moyenne | Pente maxi | Km de l'arrivée |
| ---- | --------------- | ----- | -------------- | ------------ | ------------- | ---------- | --------------- |
| 1    | Molenberg       | 131,2 | pavés          | 463          | 7 %           | 14,2 %     | 130,3           |
| 2    | Wolvenberg      | 140,5 | asphalte       | 645          | 7,9 %         | 17,3 %     | 121,0           |
| 3    | Vieux Quaremont | 180,0 | pavés          | 2 200        | 4 %           | 11,6 %     | 81,5            |
| 4    | Paterberg       | 183,7 | pavés          | 360          | 12,9 %        | 20,3 %     | 77,8            |
| 5    | Koppenberg      | 190,2 | pavés          | 600          | 11,6 %        | 22 %       | 71,3            |
| 6    | Steenbeekdries  | 195,7 | asphalte       | 700          | 5,3 %         | 6,7 %      | 67,2            |
| 7    | Taaienberg      | 198,0 | pavés          | 530          | 6,6 %         | 15,8 %     | 63,5            |
| 8    | Eikenberg       | 203,2 | pavés          | 1 100        | 6,2 %         | 10 %       | 58,3            |
| 9    | Varent          | 208,2 | pavés          | 900          | 5 %           | 10 %       | 53,3            |
| 10   | Leberg          | 213,8 | asphalte       | 950          | 4,2 %         | 13,8 %     | 47,7            |
| 11   | Berendries      | 218,1 | asphalte       | 940          | 7 %           | 12,3 %     | 43,8            |
| 12   | Valkenberg      | 223,5 | asphalte       | 540          | 8,1 %         | 12,8 %     | 38,0            |
| 13   | Tenbosse        | 230,3 | asphalte       | 450          | 6,9 %         | 8,7 %      | 31,2            |
| 14   | Eikenmolen      | 235,8 | asphalte       | 610          | 5,9 %         | 12,5 %     | 25,7            |
| 15   | Mur de Grammont | 245,8 | asphalte       | 475          | 9,3 %         | 19,8 %     | 15,8            |
| 16   | Bosberg         | 249,7 | pavés/asphalte | 980          | 5,8 %         | 11 %       | 11,8            |

En plus des traditionnels monts, il y a des secteurs pavés. Les principaux sont les suivants :
| Secteur | Nom              | Km    | Longueur (m) | Km de l'arrivée |
| ------- | ---------------- | ----- | ------------ | --------------- |
| 1       | Neringenstraat   | 42,2  | 2 000        | 219,3           |
| 2       | Lippenhovestraat | 120,0 | 1 200        | 141,5           |
| 3       | Paddestraat      | 121,5 | 2 400        | 140,0           |
| 4       | Kerkgate         | 135,8 | 3 000        | 125,8           |
| 5       | Kattenberg       | 141,4 | 1 300        | 120,1           |
| 6       | Kattenberg       | 151,0 | 1 700        | 110,5           |
| 7       | Huisepontweg     | 154,2 | 1 800        | 107,3           |
| 8       | Varentstraat     | 171,8 | 2 000        | 89,7            |
| 9       | Mariaborrestraat | 194,3 | 2 000        | 67,2            |
| 10      | Haaghoek (nl)    | 210,6 | 2 000        | 50,9            |

À ces derniers s'ajoutent d'autres secteurs pavés non répertoriés tels que : Watermolenstraat, Kerkplein, De La Kethulleplein, Lededorp, Etikhoveplein et Gieterijstraat.

### Equipes
Le Tour des Flandres figurant au calendrier du ProTour, les 18 UCI Proteams sont présentes, auxquelles il faut ajouter les 7 équipes continentales invitées.
| ProTeams (18)- Quick Step - Silence-Lotto - AG2R La Mondiale - Astana - BBox Bouygues Telecom - Caisse d'Épargne - Cofidis, le Crédit en Ligne - Euskaltel-Euskadi - La Française des jeux - Fuji-Servetto - Garmin-Slipstream - Lampre-NGC - Liquigas - Rabobank - Columbia-High Road - Katusha - Team Milram - Saxo Bank Équipes continentales professionnelles (7)- Landbouwkrediet-Colnago - Topsport Vlaanderen-Mercator - Barloworld - Cervélo TestTeam - Skil-Shimano - Vacansoleil - Vorarlberg-Corratec |
| |

## Déroulement
Il n'y a pas d'échappée en début de parcours. La moyenne du peloton est de 49 km/h sur les deux premières heures de course. Il y a quelques chutes dans le peloton. La première échappée est composée de Filip Meirhaeghe, Wim De Vocht, Sébastien Turgot et Aljaksandr Koetsjynski.
Sur le Wolvenberg, Turgot et Meirhaghe n'arrivent pas à garder les roues et sont distancés par leurs compagnons d'échappée. À cent kilomètres de l'arrivée, le duo de tête compte deux minutes trente d'avance sur le peloton. Les choses sérieuses commencent avec l'enchaînement Vieux Quaremont, Paterberg et Koppenberg. Au sommet du Paterberg, les deux hommes de tête n'ont plus qu'une minute d'avance sur un groupe de favoris avec notamment Tom Boonen et Filipo Pozzato. Greg Van Avermaet et Stijn Devolder manquent à l'appel. Juste avant le Koppenberg, six coureurs sortent : Leif Hoste, Sylvain Chavanel, Manuel Quinziato, Frédéric Guesdon, Daniel Lloyd et Marco Bandiera. Ils reprennent immédiatement les deux hommes de têtes. Derrière, Karsten Kroon et Stijn Devolder réintègrent le groupe des favoris. Fabian Cancellara est victime d'un bris de chaîne et doit abandonner. Après le Koppenberg, le groupe d'échappée a une minute trente d'avance sur le peloton, où un temps mort permet à certains lachés de revenir.
Tom Boonen et Filipo Pozzato font la plus forte impression sur les monts qui suivent. La Quick Step a la responsabilité de la poursuite sur les hommes de tête. Pozzato attaque dans le Berendries. Il est suivi par Tom Boonen et Stijn Devolder. Ils opèrent la jonction avec la tête de course dans le Valkenberg. Nick Nuyens et Philippe Gilbert, conscients du danger, tentent de partir à leur tour du peloton, mais sans succès. En haut du Valkenberg, on dénombre sept hommes en tête : Quinziato, Pozzato, Hoste, Bandiera et trois Quickstep : Boonen, Chavanel et Devolder. À ce moment-là, Quinziato accélère accompagné de Chavanel.
Boonen et Devolder ne roulant plus, des coureurs reviennent de l'arrière. L'avance des deux hommes de tête varient entre 15 et 30 secondes. Preben Van Hecke part à la poursuite des deux échappées. Au sommet de l'Eikenmolen, il est rejoint par Devolder qui vient de placer un démarrage net. Dans le mur de Grammont, il a rassemblement et donc quatre hommes en tête.
Devolder donne tout dans l'ascension vers la chapelle et lâche ses compagnons d'échappée. À quinze kilomètres du but, il compte quinze secondes d'avance sur les trois hommes. La coopération n'est en effet pas bonne, Sylvain Chavanel étant coéquipier de Devolder. Ils sont finalement repris par le groupe de favoris. Stijn Devolder s'impose facilement. Il dédie sa victoire à Frederiek Nolf, décédé en janvier.
Dans le sprint pour la deuxième place Heinrich Haussler anticipe le sprint et part à cinq cents mètres de la ligne. Il devance Philippe Gilbert, Martijn Maaskant et Filippo Pozzato.

## Classement final
| \| Classement général \| Classement général \| Classement général \| Classement général \| Classement général \| \| Coureur \| Coureur \| Pays \| Équipe \| Temps \| \| ------------------ \| ------------------ \| ------------------ \| ----------------------- \| ------------------ \| \| 1er \| Stijn Devolder \| Belgique \| Quick Step \| 6 h 01 min 04 s \| \| 2e \| Heinrich Haussler \| Allemagne \| Cervélo TestTeam \| + 59 s \| \| 3e \| Philippe Gilbert \| Belgique \| Silence-Lotto \| + 59 s \| \| 4e \| Martijn Maaskant \| Pays-Bas \| Garmin-Slipstream \| + 59 s \| \| 5e \| Filippo Pozzato \| Italie \| Katusha \| + 59 s \| \| 6e \| Matti Breschel \| Danemark \| Saxo Bank \| + 59 s \| \| 7e \| Marcus Burghardt \| Allemagne \| Columbia-High Road \| + 59 s \| \| 8e \| Björn Leukemans \| Belgique \| Vacansoleil \| + 59 s \| \| 9e \| Martin Elmiger \| Suisse \| AG2R La Mondiale \| + 59 s \| \| 10e \| Bert De Waele \| Belgique \| Landbouwkrediet-Colnago \| + 59 s \| \| 11e \| Alexandre Pichot \| France \| BBox Bouygues Telecom \| + 59 s \| \| 12e \| Johnny Hoogerland \| Pays-Bas \| Vacansoleil \| + 59 s \| \| 13e \| Roger Hammond \| Royaume-Uni \| Cervélo TestTeam \| + 59 s \| \| 14e \| Karsten Kroon \| Pays-Bas \| Saxo Bank \| + 59 s \| \| 15e \| Nick Nuyens \| Belgique \| Rabobank \| + 59 s \| \| 16e \| Roy Sentjens \| Belgique \| Silence-Lotto \| + 59 s \| \| 17e \| Kevin Van Impe \| Belgique \| Quick Step \| + 59 s \| \| 18e \| Frederik Willems \| Belgique \| Liquigas \| + 59 s \| \| 19e \| Bert Scheirlinckx \| Belgique \| Landbouwkrediet-Colnago \| + 59 s \| \| 20e \| Tom Boonen \| Belgique \| Quick Step \| + 59 s \| |                   |             |                         |                 |
| |                   |             |                         |                 |
| Source : Cycling Quotient |                   |             |                         |                 |
| Classement général |                   |             |                         |                 |
| Coureur | Coureur           | Pays        | Équipe                  | Temps           |
| 1er | Stijn Devolder    | Belgique    | Quick Step              | 6 h 01 min 04 s |
| 2e | Heinrich Haussler | Allemagne   | Cervélo TestTeam        | + 59 s          |
| 3e | Philippe Gilbert  | Belgique    | Silence-Lotto           | + 59 s          |
| 4e | Martijn Maaskant  | Pays-Bas    | Garmin-Slipstream       | + 59 s          |
| 5e | Filippo Pozzato   | Italie      | Katusha                 | + 59 s          |
| 6e | Matti Breschel    | Danemark    | Saxo Bank               | + 59 s          |
| 7e | Marcus Burghardt  | Allemagne   | Columbia-High Road      | + 59 s          |
| 8e | Björn Leukemans   | Belgique    | Vacansoleil             | + 59 s          |
| 9e | Martin Elmiger    | Suisse      | AG2R La Mondiale        | + 59 s          |
| 10e | Bert De Waele     | Belgique    | Landbouwkrediet-Colnago | + 59 s          |
| 11e | Alexandre Pichot  | France      | BBox Bouygues Telecom   | + 59 s          |
| 12e | Johnny Hoogerland | Pays-Bas    | Vacansoleil             | + 59 s          |
| 13e | Roger Hammond     | Royaume-Uni | Cervélo TestTeam        | + 59 s          |
| 14e | Karsten Kroon     | Pays-Bas    | Saxo Bank               | + 59 s          |
| 15e | Nick Nuyens       | Belgique    | Rabobank                | + 59 s          |
| 16e | Roy Sentjens      | Belgique    | Silence-Lotto           | + 59 s          |
| 17e | Kevin Van Impe    | Belgique    | Quick Step              | + 59 s          |
| 18e | Frederik Willems  | Belgique    | Liquigas                | + 59 s          |
| 19e | Bert Scheirlinckx | Belgique    | Landbouwkrediet-Colnago | + 59 s          |
| 20e | Tom Boonen        | Belgique    | Quick Step              | + 59 s          |

### Classement individuel du Classement mondial
La course attribue des points au classement Calendrier mondial UCI 2009 selon le barème suivant :
| Position           | 1er | 2e | 3e | 4e | 5e | 6e | 7e | 8e | 9e | 10e |
| Classement général | 100 | 80 | 70 | 30 | 50 | 40 | 30 | 20 | 10 | 4   |

Après cette cinquième épreuve, le classement est le suivant :
| #  | Coureur           | Équipe                       | Points | Précédent | Evolution |
| -- | ----------------- | ---------------------------- | ------ | --------- | --------- |
| 1  | Allan Davis       | Quick Step                   | 182    |           |           |
| 2  | Heinrich Haussler | Cervélo TestTeam             | 167    |           |           |
| 3  | Luis León Sánchez | Caisse d'Épargne             | 111    |           |           |
| 4  | Mark Cavendish    | Team Columbia-HTC            | 110    |           |           |
| 5  | Michele Scarponi  | Diquigiovanni-Androni        | 107    |           |           |
| 6  | Stijn Devolder    | Quick Step                   | 107    |           |           |
| 7  | Fränk Schleck     | Saxo Bank                    | 88     |           |           |
| 8  | Stuart O'Grady    | Saxo Bank                    | 87     |           |           |
| 9  | Stefano Garzelli  | Acqua & Sapone-Caffè Mokambo | 85     |           |           |
| 10 | Sylvain Chavanel  | Quick Step                   | 77     |           |           |

| #  | Équipe | Points | Précédent | Evolution |
| -- | ------ | ------ | --------- | --------- |
| 1  |        |        |           |           |
| 2  |        |        |           |           |
| 3  |        |        |           |           |
| 4  |        |        |           |           |
| 5  |        |        |           |           |
| 6  |        |        |           |           |
| 7  |        |        |           |           |
| 8  |        |        |           |           |
| 9  |        |        |           |           |
| 10 |        |        |           |           |

| #   | Pays | Points | Précédent | Evolution |
| --- | ---- | ------ | --------- | --------- |
| 1.  |      |        |           |           |
| 2.  |      |        |           |           |
| 3.  |      |        |           |           |
| 4.  |      |        |           |           |
| 5.  |      |        |           |           |
| 6.  |      |        |           |           |
| 7.  |      |        |           |           |
| 8.  |      |        |           |           |
| 9.  |      |        |           |           |
| 10. |      |        |           |           |

## Liste des participants
| Quick Step QST | Quick Step QST         | Quick Step QST |
| -------------- | ---------------------- | -------------- |
| Num            | Coureur                | Pos            |
| 1              | Stijn Devolder (BEL)   | 1er            |
| 2              | Tom Boonen (BEL)       | 20e            |
| 3              | Sylvain Chavanel (FRA) | 31e            |
| 4              | Kevin De Weert (BEL)   | 74e            |
| 5              | Carlos Barredo (ESP)   | AB             |
| 6              | Matteo Tosatto (ITA)   | 40e            |
| 7              | Kevin Van Impe (BEL)   | 28e            |
| 8              | Maarten Wynants (BEL)  | 73e            |

| Silence-Lotto SIL | Silence-Lotto SIL        | Silence-Lotto SIL |
| ----------------- | ------------------------ | ----------------- |
| Num               | Coureur                  | Pos               |
| 11                | Wilfried Cretskens (BEL) | AB                |
| 12                | Roy Sentjens (BEL)       | 16e               |
| 13                | Philippe Gilbert (BEL)   | 3e                |
| 14                | Leif Hoste (BEL)         | 27e               |
| 15                | Sebastian Lang (GER)     | AB                |
| 16                | Staf Scheirlinckx (BEL)  | 22e               |
| 17                | Greg Van Avermaet (BEL)  | 35e               |
| 18                | Johan Vansummeren (BEL)  | AB                |

| AG2R La Mondiale ALM | AG2R La Mondiale ALM    | AG2R La Mondiale ALM |
| -------------------- | ----------------------- | -------------------- |
| Num                  | Coureur                 | Pos                  |
| 21                   | Aurélien Clerc (SUI)    | AB                   |
| 22                   | Renaud Dion (FRA)       | AB                   |
| 23                   | Martin Elmiger (SUI)    | 9e                   |
| 24                   | Sébastien Hinault (FRA) | 70e                  |
| 25                   | Cédric Pineau (FRA)     | AB                   |
| 26                   | Stéphane Poulhiès (FRA) | AB                   |
| 27                   | Lloyd Mondory (FRA)     | AB                   |
| 28                   | Gatis Smukulis (LAT)    | HD                   |

| Astana AST | Astana AST              | Astana AST |
| ---------- | ----------------------- | ---------- |
| Num        | Coureur                 | Pos        |
| 31         | Assan Bazayev (KAZ)     | 26e        |
| 32         | Maxim Iglinskiy (KAZ)   | 59e        |
| 33         | Berik Kupeshov (KAZ)    | AB         |
| 34         | Dmitri Mouraviov (KAZ)  | 77e        |
| 35         | Valeriy Dmitriyev (KAZ) | AB         |
| 36         | Grégory Rast (SUI)      | 43e        |
| 37         | Michael Schär (SUI)     | 54e        |
| 38         | Bolat Raimbekov (KAZ)   | AB         |

| BBox Bouygues Telecom BBO | BBox Bouygues Telecom BBO | BBox Bouygues Telecom BBO |
| ------------------------- | ------------------------- | ------------------------- |
| Num                       | Coureur                   | Pos                       |
| 41                        | Mathieu Claude (FRA)      | 102e                      |
| 42                        | Steve Chainel (FRA)       | 48e                       |
| 43                        | Saïd Haddou (FRA)         | 47e                       |
| 44                        | Yohann Gène (FRA)         | AB                        |
| 45                        | Arnaud Labbe (FRA)        | 58e                       |
| 46                        | Rony Martias (FRA)        | AB                        |
| 47                        | Alexandre Pichot (FRA)    | 11e                       |
| 48                        | Sébastien Turgot (FRA)    | AB                        |

| Caisse d'Épargne GCE | Caisse d'Épargne GCE             | Caisse d'Épargne GCE |
| -------------------- | -------------------------------- | -------------------- |
| Num                  | Coureur                          | Pos                  |
| 51                   | Arnaud Coyot (FRA)               | 115e                 |
| 52                   | Mathieu Drujon (FRA)             | 86e                  |
| 53                   | Imanol Erviti (ESP)              | 56e                  |
| 54                   | José Vicente García Acosta (ESP) | AB                   |
| 55                   | Rui Costa (POR)                  | 113e                 |
| 56                   | Nicolas Portal (FRA)             | AB                   |
| 57                   | Marlon Pérez (COL)               | 83e                  |
| 58                   | José Joaquín Rojas (ESP)         | AB                   |

| Cofidis, le Crédit en Ligne COF | Cofidis, le Crédit en Ligne COF | Cofidis, le Crédit en Ligne COF |
| ------------------------------- | ------------------------------- | ------------------------------- |
| Num                             | Coureur                         | Pos                             |
| 61                              | Alexandre Blain (FRA)           | AB                              |
| 62                              | Florent Brard (FRA)             | 96e                             |
| 63                              | Hervé Duclos-Lassalle (FRA)     | AB                              |
| 64                              | Leonardo Duque (COL)            | HD                              |
| 65                              | Sébastien Minard (FRA)          | 98e                             |
| 66                              | Sébastien Portal (FRA)          | AB                              |
| 67                              | Aliaksandr Usau (BLR)           | AB                              |
| 68                              | Romain Villa (FRA)              | AB                              |

| Euskaltel-Euskadi EUS | Euskaltel-Euskadi EUS | Euskaltel-Euskadi EUS |
| --------------------- | --------------------- | --------------------- |
| Num                   | Coureur               | Pos                   |
| 71                    | Josu Agirre (ESP)     | AB                    |
| 73                    | Koldo Fernández (ESP) | 51e                   |
| 74                    | Aitor Galdós (ESP)    | HD                    |
| 75                    | Markel Irizar (ESP)   | 65e                   |
| 77                    | Andoni Lafuente (ESP) | AB                    |
| 78                    | Pablo Urtasun (ESP)   | AB                    |

| La Française des jeux FDJ | La Française des jeux FDJ | La Française des jeux FDJ |
| ------------------------- | ------------------------- | ------------------------- |
| Num                       | Coureur                   | Pos                       |
| 81                        | Arnaud Gérard (FRA)       | 82e                       |
| 82                        | Anthony Geslin (FRA)      | 36e                       |
| 83                        | Sébastien Chavanel (FRA)  | AB                        |
| 84                        | Frédéric Guesdon (FRA)    | 29e                       |
| 85                        | Yauheni Hutarovich (BLR)  | AB                        |
| 86                        | Matthieu Ladagnous (FRA)  | 108e                      |
| 87                        | Yoann Offredo (FRA)       | 50e                       |
| 88                        | Wesley Sulzberger (AUS)   | 106e                      |

| Fuji-Servetto FUJ | Fuji-Servetto FUJ      | Fuji-Servetto FUJ |
| ----------------- | ---------------------- | ----------------- |
| Num               | Coureur                | Pos               |
| 91                | Josep Jufré (ESP)      | 61e               |
| 92                | Ermanno Capelli (ITA)  | 57e               |
| 93                | Paolo Bailetti (ITA)   | AB                |
| 94                | Iván Domínguez (CUB)   | AB                |
| 95                | Ángel Gómez (ESP)      | 97e               |
| 96                | Daniele Nardello (ITA) | 116e              |
| 97                | Boris Shpilevsky (RUS) | AB                |
| 98                | Hilton Clarke (AUS)    | AB                |

| Garmin-Slipstream GRM | Garmin-Slipstream GRM    | Garmin-Slipstream GRM |
| --------------------- | ------------------------ | --------------------- |
| Num                   | Coureur                  | Pos                   |
| 101                   | Julian Dean (NZL)        | AB                    |
| 102                   | Huub Duyn (NED)          | 80e                   |
| 103                   | Steven Cozza (USA)       | 91e                   |
| 104                   | Michael Friedman (USA)   | AB                    |
| 105                   | William Frischkorn (USA) | AB                    |
| 106                   | Martijn Maaskant (NED)   | 4e                    |
| 107                   | Christopher Sutton (AUS) | 107e                  |
| 108                   | Svein Tuft (CAN)         | HD                    |

| Lampre-NGC LAM | Lampre-NGC LAM          | Lampre-NGC LAM |
| -------------- | ----------------------- | -------------- |
| Num            | Coureur                 | Pos            |
| 111            | Angelo Furlan (ITA)     | AB             |
| 112            | Marco Bandiera (ITA)    | 41e            |
| 113            | Mauro Da Dalto (ITA)    | AB             |
| 114            | Mirco Lorenzetto (ITA)  | AB             |
| 115            | Massimiliano Mori (ITA) | HD             |
| 116            | Daniele Righi (ITA)     | 114e           |
| 117            | Marcin Sapa (POL)       | HD             |
| 118            | Simon Špilak (SLO)      | 42e            |

| Liquigas LIQ | Liquigas LIQ                | Liquigas LIQ |
| ------------ | --------------------------- | ------------ |
| Num          | Coureur                     | Pos          |
| 121          | Daniele Bennati (ITA)       | AB           |
| 122          | Maciej Bodnar (POL)         | AB           |
| 123          | Murilo Fischer (BRA)        | 37e          |
| 124          | Enrico Franzoi (ITA)        | 87e          |
| 125          | Aliaksandr Kuschynski (BLR) | 38e          |
| 126          | Manuel Quinziato (ITA)      | 32e          |
| 127          | Daniel Oss (ITA)            | 100e         |
| 128          | Frederik Willems (BEL)      | 18e          |

| Rabobank RAB | Rabobank RAB              | Rabobank RAB |
| ------------ | ------------------------- | ------------ |
| Num          | Coureur                   | Pos          |
| 131          | Juan Antonio Flecha (ESP) | 30e          |
| 132          | Pedro Horrillo (ESP)      | 84e          |
| 133          | Mathew Hayman (AUS)       | 60e          |
| 134          | Sebastian Langeveld (NED) | 33e          |
| 135          | Nick Nuyens (BEL)         | 15e          |
| 136          | Joost Posthuma (NED)      | 112e         |
| 137          | Bram Tankink (NED)        | 39e          |
| 138          | Maarten Tjallingii (NED)  | 95e          |

| Columbia-High Road THR | Columbia-High Road THR     | Columbia-High Road THR |
| ---------------------- | -------------------------- | ---------------------- |
| Num                    | Coureur                    | Pos                    |
| 141                    | Edvald Boasson Hagen (NOR) | 66e                    |
| 142                    | Marcus Burghardt (GER)     | 7e                     |
| 143                    | Bernhard Eisel (AUT)       | 72e                    |
| 144                    | Bert Grabsch (GER)         | AB                     |
| 145                    | George Hincapie (USA)      | 34e                    |
| 146                    | Mark Renshaw (AUS)         | AB                     |
| 147                    | Vicente Reynés (ESP)       | AB                     |
| 148                    | Marcel Sieberg (GER)       | 49e                    |

| Katusha KAT | Katusha KAT              | Katusha KAT |
| ----------- | ------------------------ | ----------- |
| Num         | Coureur                  | Pos         |
| 151         | Denis Galimzyanov (RUS)  | AB          |
| 152         | Mikhail Ignatiev (RUS)   | AB          |
| 153         | Guennadi Mikhailov (RUS) | AB          |
| 154         | Filippo Pozzato (ITA)    | 5e          |
| 155         | Nikolay Trusov (RUS)     | 69e         |
| 156         | Danilo Napolitano (ITA)  | AB          |
| 157         | Sergueï Ivanov (RUS)     | 23e         |
| 158         | Alexei Markov (RUS)      | AB          |

| Team Milram MRM | Team Milram MRM      | Team Milram MRM |
| --------------- | -------------------- | --------------- |
| Num             | Coureur              | Pos             |
| 161             | Gerald Ciolek (GER)  | 111e            |
| 162             | Markus Eichler (GER) | AB              |
| 163             | Paul Voss (GER)      | AB              |
| 164             | Servais Knaven (NED) | 85e             |
| 165             | Martin Müller (GER)  | 79e             |
| 166             | Niki Terpstra (NED)  | HD              |
| 167             | Martin Velits (SVK)  | 63e             |
| 168             | Artur Gajek (GER)    | AB              |

| Saxo Bank SAX | Saxo Bank SAX             | Saxo Bank SAX |
| ------------- | ------------------------- | ------------- |
| Num           | Coureur                   | Pos           |
| 171           | Kurt Asle Arvesen (NOR)   | 92e           |
| 172           | Lars Bak (DEN)            | 109e          |
| 173           | Matti Breschel (DEN)      | 6e            |
| 174           | Fabian Cancellara (SUI)   | AB            |
| 175           | Frank Høj (DEN)           | AB            |
| 176           | Kasper Klostergaard (DEN) | 110e          |
| 177           | Karsten Kroon (NED)       | 14e           |
| 178           | Matthew Goss (AUS)        | 67e           |

| Landbouwkrediet-Colnago LAN | Landbouwkrediet-Colnago LAN | Landbouwkrediet-Colnago LAN |
| --------------------------- | --------------------------- | --------------------------- |
| Num                         | Coureur                     | Pos                         |
| 181                         | Kevin Neirynck (BEL)        | 94e                         |
| 182                         | Koen Barbé (BEL)            | 90e                         |
| 183                         | David Boucher (FRA)         | AB                          |
| 184                         | Bert De Waele (BEL)         | 10e                         |
| 185                         | Filip Meirhaeghe (BEL)      | AB                          |
| 186                         | Denis Flahaut (FRA)         | AB                          |
| 187                         | Bert Scheirlinckx (BEL)     | 19e                         |
| 188                         | Geert Verheyen (BEL)        | 81e                         |

| Topsport Vlaanderen-Mercator TSV | Topsport Vlaanderen-Mercator TSV | Topsport Vlaanderen-Mercator TSV |
| -------------------------------- | -------------------------------- | -------------------------------- |
| Num                              | Coureur                          | Pos                              |
| 191                              | Stijn Neirynck (BEL)             | HD                               |
| 192                              | Kristof Goddaert (BEL)           | 46e                              |
| 193                              | Nikolas Maes (BEL)               | 88e                              |
| 194                              | Geert Steurs (BEL)               | 93e                              |
| 195                              | Preben Van Hecke (BEL)           | 25e                              |
| 196                              | Johan Coenen (BEL)               | 64e                              |
| 197                              | Bart Vanheule (BEL)              | AB                               |
| 198                              | Pieter Vanspeybrouck (BEL)       | 101e                             |

| Barloworld BAR | Barloworld BAR             | Barloworld BAR |
| -------------- | -------------------------- | -------------- |
| Num            | Coureur                    | Pos            |
| 201            | Diego Caccia (ITA)         | HD             |
| 202            | Patrick Calcagni (SUI)     | 62e            |
| 203            | Steve Cummings (GBR)       | 76e            |
| 204            | Robert Hunter (RSA)        | AB             |
| 205            | Daryl Impey (RSA)          | 99e            |
| 206            | Paolo Longo Borghini (ITA) | 28e            |
| 207            | Carlo Scognamiglio (ITA)   | AB             |

| Cervélo TestTeam CTT | Cervélo TestTeam CTT    | Cervélo TestTeam CTT |
| -------------------- | ----------------------- | -------------------- |
| Num                  | Coureur                 | Pos                  |
| 211                  | Roger Hammond (GBR)     | 13e                  |
| 212                  | Heinrich Haussler (GER) | 2e                   |
| 213                  | Thor Hushovd (NOR)      | AB                   |
| 214                  | Andreas Klier (GER)     | 24e                  |
| 215                  | Daniel Lloyd (GBR)      | 45e                  |
| 216                  | Gabriel Rasch (NOR)     | 44e                  |
| 217                  | Jeremy Hunt (GBR)       | 75e                  |
| 218                  | Hayden Roulston (NZL)   | AB                   |

| Skil-Shimano SKS | Skil-Shimano SKS       | Skil-Shimano SKS |
| ---------------- | ---------------------- | ---------------- |
| Num              | Coureur                | Pos              |
| 221              | Fumiyuki Beppu (JPN)   | AB               |
| 222              | Roy Curvers (NED)      | 103e             |
| 223              | Bert De Backer (BEL)   | 89e              |
| 224              | Koen de Kort (NED)     | AB               |
| 225              | Mitchell Docker (AUS)  | AB               |
| 226              | Floris Goesinnen (NED) | 105e             |
| 227              | Cyril Lemoine (FRA)    | 52e              |
| 228              | David Deroo (FRA)      | AB               |

| Vacansoleil VAC | Vacansoleil VAC          | Vacansoleil VAC |
| --------------- | ------------------------ | --------------- |
| Num             | Coureur                  | Pos             |
| 231             | Lieuwe Westra (NED)      | 78e             |
| 232             | Wim De Vocht (BEL)       | 68e             |
| 233             | Johnny Hoogerland (NED)  | 12e             |
| 234             | Björn Leukemans (BEL)    | 8e              |
| 235             | Gerben Löwik (NED)       | 21e             |
| 236             | Jens Mouris (NED)        | 104e            |
| 237             | Frederik Veuchelen (BEL) | AB              |
| 238             | Aart Vierhouten (NED)    | 55e             |

| Vorarlberg-Corratec VBG | Vorarlberg-Corratec VBG | Vorarlberg-Corratec VBG |
| ----------------------- | ----------------------- | ----------------------- |
| Num                     | Coureur                 | Pos                     |
| 241                     | Silvère Ackermann (SUI) | HD                      |
| 242                     | René Haselbacher (AUT)  | AB                      |
| 243                     | Reto Hollenstein (SUI)  | 53e                     |
| 244                     | Philipp Ludescher (AUT) | HD                      |
| 245                     | Daniel Musiol (GER)     | AB                      |
| 246                     | Matic Strgar (SLO)      | AB                      |
| 247                     | Wim Van Huffel (BEL)    | 71e                     |
| 248                     | René Weissinger (GER)   | AB                      |

| Quick Step QST | Quick Step QST         | Quick Step QST |
| -------------- | ---------------------- | -------------- |
| Num            | Coureur                | Pos            |
| 1              | Stijn Devolder (BEL)   | 1er            |
| 2              | Tom Boonen (BEL)       | 20e            |
| 3              | Sylvain Chavanel (FRA) | 31e            |
| 4              | Kevin De Weert (BEL)   | 74e            |
| 5              | Carlos Barredo (ESP)   | AB             |
| 6              | Matteo Tosatto (ITA)   | 40e            |
| 7              | Kevin Van Impe (BEL)   | 28e            |
| 8              | Maarten Wynants (BEL)  | 73e            |

| Silence-Lotto SIL | Silence-Lotto SIL        | Silence-Lotto SIL |
| ----------------- | ------------------------ | ----------------- |
| Num               | Coureur                  | Pos               |
| 11                | Wilfried Cretskens (BEL) | AB                |
| 12                | Roy Sentjens (BEL)       | 16e               |
| 13                | Philippe Gilbert (BEL)   | 3e                |
| 14                | Leif Hoste (BEL)         | 27e               |
| 15                | Sebastian Lang (GER)     | AB                |
| 16                | Staf Scheirlinckx (BEL)  | 22e               |
| 17                | Greg Van Avermaet (BEL)  | 35e               |
| 18                | Johan Vansummeren (BEL)  | AB                |

| AG2R La Mondiale ALM | AG2R La Mondiale ALM    | AG2R La Mondiale ALM |
| -------------------- | ----------------------- | -------------------- |
| Num                  | Coureur                 | Pos                  |
| 21                   | Aurélien Clerc (SUI)    | AB                   |
| 22                   | Renaud Dion (FRA)       | AB                   |
| 23                   | Martin Elmiger (SUI)    | 9e                   |
| 24                   | Sébastien Hinault (FRA) | 70e                  |
| 25                   | Cédric Pineau (FRA)     | AB                   |
| 26                   | Stéphane Poulhiès (FRA) | AB                   |
| 27                   | Lloyd Mondory (FRA)     | AB                   |
| 28                   | Gatis Smukulis (LAT)    | HD                   |

| Astana AST | Astana AST              | Astana AST |
| ---------- | ----------------------- | ---------- |
| Num        | Coureur                 | Pos        |
| 31         | Assan Bazayev (KAZ)     | 26e        |
| 32         | Maxim Iglinskiy (KAZ)   | 59e        |
| 33         | Berik Kupeshov (KAZ)    | AB         |
| 34         | Dmitri Mouraviov (KAZ)  | 77e        |
| 35         | Valeriy Dmitriyev (KAZ) | AB         |
| 36         | Grégory Rast (SUI)      | 43e        |
| 37         | Michael Schär (SUI)     | 54e        |
| 38         | Bolat Raimbekov (KAZ)   | AB         |

| BBox Bouygues Telecom BBO | BBox Bouygues Telecom BBO | BBox Bouygues Telecom BBO |
| ------------------------- | ------------------------- | ------------------------- |
| Num                       | Coureur                   | Pos                       |
| 41                        | Mathieu Claude (FRA)      | 102e                      |
| 42                        | Steve Chainel (FRA)       | 48e                       |
| 43                        | Saïd Haddou (FRA)         | 47e                       |
| 44                        | Yohann Gène (FRA)         | AB                        |
| 45                        | Arnaud Labbe (FRA)        | 58e                       |
| 46                        | Rony Martias (FRA)        | AB                        |
| 47                        | Alexandre Pichot (FRA)    | 11e                       |
| 48                        | Sébastien Turgot (FRA)    | AB                        |

| Caisse d'Épargne GCE | Caisse d'Épargne GCE             | Caisse d'Épargne GCE |
| -------------------- | -------------------------------- | -------------------- |
| Num                  | Coureur                          | Pos                  |
| 51                   | Arnaud Coyot (FRA)               | 115e                 |
| 52                   | Mathieu Drujon (FRA)             | 86e                  |
| 53                   | Imanol Erviti (ESP)              | 56e                  |
| 54                   | José Vicente García Acosta (ESP) | AB                   |
| 55                   | Rui Costa (POR)                  | 113e                 |
| 56                   | Nicolas Portal (FRA)             | AB                   |
| 57                   | Marlon Pérez (COL)               | 83e                  |
| 58                   | José Joaquín Rojas (ESP)         | AB                   |

| Cofidis, le Crédit en Ligne COF | Cofidis, le Crédit en Ligne COF | Cofidis, le Crédit en Ligne COF |
| ------------------------------- | ------------------------------- | ------------------------------- |
| Num                             | Coureur                         | Pos                             |
| 61                              | Alexandre Blain (FRA)           | AB                              |
| 62                              | Florent Brard (FRA)             | 96e                             |
| 63                              | Hervé Duclos-Lassalle (FRA)     | AB                              |
| 64                              | Leonardo Duque (COL)            | HD                              |
| 65                              | Sébastien Minard (FRA)          | 98e                             |
| 66                              | Sébastien Portal (FRA)          | AB                              |
| 67                              | Aliaksandr Usau (BLR)           | AB                              |
| 68                              | Romain Villa (FRA)              | AB                              |

| Euskaltel-Euskadi EUS | Euskaltel-Euskadi EUS | Euskaltel-Euskadi EUS |
| --------------------- | --------------------- | --------------------- |
| Num                   | Coureur               | Pos                   |
| 71                    | Josu Agirre (ESP)     | AB                    |
| 73                    | Koldo Fernández (ESP) | 51e                   |
| 74                    | Aitor Galdós (ESP)    | HD                    |
| 75                    | Markel Irizar (ESP)   | 65e                   |
| 77                    | Andoni Lafuente (ESP) | AB                    |
| 78                    | Pablo Urtasun (ESP)   | AB                    |

| La Française des jeux FDJ | La Française des jeux FDJ | La Française des jeux FDJ |
| ------------------------- | ------------------------- | ------------------------- |
| Num                       | Coureur                   | Pos                       |
| 81                        | Arnaud Gérard (FRA)       | 82e                       |
| 82                        | Anthony Geslin (FRA)      | 36e                       |
| 83                        | Sébastien Chavanel (FRA)  | AB                        |
| 84                        | Frédéric Guesdon (FRA)    | 29e                       |
| 85                        | Yauheni Hutarovich (BLR)  | AB                        |
| 86                        | Matthieu Ladagnous (FRA)  | 108e                      |
| 87                        | Yoann Offredo (FRA)       | 50e                       |
| 88                        | Wesley Sulzberger (AUS)   | 106e                      |

| Fuji-Servetto FUJ | Fuji-Servetto FUJ      | Fuji-Servetto FUJ |
| ----------------- | ---------------------- | ----------------- |
| Num               | Coureur                | Pos               |
| 91                | Josep Jufré (ESP)      | 61e               |
| 92                | Ermanno Capelli (ITA)  | 57e               |
| 93                | Paolo Bailetti (ITA)   | AB                |
| 94                | Iván Domínguez (CUB)   | AB                |
| 95                | Ángel Gómez (ESP)      | 97e               |
| 96                | Daniele Nardello (ITA) | 116e              |
| 97                | Boris Shpilevsky (RUS) | AB                |
| 98                | Hilton Clarke (AUS)    | AB                |

| Garmin-Slipstream GRM | Garmin-Slipstream GRM    | Garmin-Slipstream GRM |
| --------------------- | ------------------------ | --------------------- |
| Num                   | Coureur                  | Pos                   |
| 101                   | Julian Dean (NZL)        | AB                    |
| 102                   | Huub Duyn (NED)          | 80e                   |
| 103                   | Steven Cozza (USA)       | 91e                   |
| 104                   | Michael Friedman (USA)   | AB                    |
| 105                   | William Frischkorn (USA) | AB                    |
| 106                   | Martijn Maaskant (NED)   | 4e                    |
| 107                   | Christopher Sutton (AUS) | 107e                  |
| 108                   | Svein Tuft (CAN)         | HD                    |

| Lampre-NGC LAM | Lampre-NGC LAM          | Lampre-NGC LAM |
| -------------- | ----------------------- | -------------- |
| Num            | Coureur                 | Pos            |
| 111            | Angelo Furlan (ITA)     | AB             |
| 112            | Marco Bandiera (ITA)    | 41e            |
| 113            | Mauro Da Dalto (ITA)    | AB             |
| 114            | Mirco Lorenzetto (ITA)  | AB             |
| 115            | Massimiliano Mori (ITA) | HD             |
| 116            | Daniele Righi (ITA)     | 114e           |
| 117            | Marcin Sapa (POL)       | HD             |
| 118            | Simon Špilak (SLO)      | 42e            |

| Liquigas LIQ | Liquigas LIQ                | Liquigas LIQ |
| ------------ | --------------------------- | ------------ |
| Num          | Coureur                     | Pos          |
| 121          | Daniele Bennati (ITA)       | AB           |
| 122          | Maciej Bodnar (POL)         | AB           |
| 123          | Murilo Fischer (BRA)        | 37e          |
| 124          | Enrico Franzoi (ITA)        | 87e          |
| 125          | Aliaksandr Kuschynski (BLR) | 38e          |
| 126          | Manuel Quinziato (ITA)      | 32e          |
| 127          | Daniel Oss (ITA)            | 100e         |
| 128          | Frederik Willems (BEL)      | 18e          |

| Rabobank RAB | Rabobank RAB              | Rabobank RAB |
| ------------ | ------------------------- | ------------ |
| Num          | Coureur                   | Pos          |
| 131          | Juan Antonio Flecha (ESP) | 30e          |
| 132          | Pedro Horrillo (ESP)      | 84e          |
| 133          | Mathew Hayman (AUS)       | 60e          |
| 134          | Sebastian Langeveld (NED) | 33e          |
| 135          | Nick Nuyens (BEL)         | 15e          |
| 136          | Joost Posthuma (NED)      | 112e         |
| 137          | Bram Tankink (NED)        | 39e          |
| 138          | Maarten Tjallingii (NED)  | 95e          |

| Columbia-High Road THR | Columbia-High Road THR     | Columbia-High Road THR |
| ---------------------- | -------------------------- | ---------------------- |
| Num                    | Coureur                    | Pos                    |
| 141                    | Edvald Boasson Hagen (NOR) | 66e                    |
| 142                    | Marcus Burghardt (GER)     | 7e                     |
| 143                    | Bernhard Eisel (AUT)       | 72e                    |
| 144                    | Bert Grabsch (GER)         | AB                     |
| 145                    | George Hincapie (USA)      | 34e                    |
| 146                    | Mark Renshaw (AUS)         | AB                     |
| 147                    | Vicente Reynés (ESP)       | AB                     |
| 148                    | Marcel Sieberg (GER)       | 49e                    |

| Katusha KAT | Katusha KAT              | Katusha KAT |
| ----------- | ------------------------ | ----------- |
| Num         | Coureur                  | Pos         |
| 151         | Denis Galimzyanov (RUS)  | AB          |
| 152         | Mikhail Ignatiev (RUS)   | AB          |
| 153         | Guennadi Mikhailov (RUS) | AB          |
| 154         | Filippo Pozzato (ITA)    | 5e          |
| 155         | Nikolay Trusov (RUS)     | 69e         |
| 156         | Danilo Napolitano (ITA)  | AB          |
| 157         | Sergueï Ivanov (RUS)     | 23e         |
| 158         | Alexei Markov (RUS)      | AB          |

| Team Milram MRM | Team Milram MRM      | Team Milram MRM |
| --------------- | -------------------- | --------------- |
| Num             | Coureur              | Pos             |
| 161             | Gerald Ciolek (GER)  | 111e            |
| 162             | Markus Eichler (GER) | AB              |
| 163             | Paul Voss (GER)      | AB              |
| 164             | Servais Knaven (NED) | 85e             |
| 165             | Martin Müller (GER)  | 79e             |
| 166             | Niki Terpstra (NED)  | HD              |
| 167             | Martin Velits (SVK)  | 63e             |
| 168             | Artur Gajek (GER)    | AB              |

| Saxo Bank SAX | Saxo Bank SAX             | Saxo Bank SAX |
| ------------- | ------------------------- | ------------- |
| Num           | Coureur                   | Pos           |
| 171           | Kurt Asle Arvesen (NOR)   | 92e           |
| 172           | Lars Bak (DEN)            | 109e          |
| 173           | Matti Breschel (DEN)      | 6e            |
| 174           | Fabian Cancellara (SUI)   | AB            |
| 175           | Frank Høj (DEN)           | AB            |
| 176           | Kasper Klostergaard (DEN) | 110e          |
| 177           | Karsten Kroon (NED)       | 14e           |
| 178           | Matthew Goss (AUS)        | 67e           |

| Landbouwkrediet-Colnago LAN | Landbouwkrediet-Colnago LAN | Landbouwkrediet-Colnago LAN |
| --------------------------- | --------------------------- | --------------------------- |
| Num                         | Coureur                     | Pos                         |
| 181                         | Kevin Neirynck (BEL)        | 94e                         |
| 182                         | Koen Barbé (BEL)            | 90e                         |
| 183                         | David Boucher (FRA)         | AB                          |
| 184                         | Bert De Waele (BEL)         | 10e                         |
| 185                         | Filip Meirhaeghe (BEL)      | AB                          |
| 186                         | Denis Flahaut (FRA)         | AB                          |
| 187                         | Bert Scheirlinckx (BEL)     | 19e                         |
| 188                         | Geert Verheyen (BEL)        | 81e                         |

| Topsport Vlaanderen-Mercator TSV | Topsport Vlaanderen-Mercator TSV | Topsport Vlaanderen-Mercator TSV |
| -------------------------------- | -------------------------------- | -------------------------------- |
| Num                              | Coureur                          | Pos                              |
| 191                              | Stijn Neirynck (BEL)             | HD                               |
| 192                              | Kristof Goddaert (BEL)           | 46e                              |
| 193                              | Nikolas Maes (BEL)               | 88e                              |
| 194                              | Geert Steurs (BEL)               | 93e                              |
| 195                              | Preben Van Hecke (BEL)           | 25e                              |
| 196                              | Johan Coenen (BEL)               | 64e                              |
| 197                              | Bart Vanheule (BEL)              | AB                               |
| 198                              | Pieter Vanspeybrouck (BEL)       | 101e                             |

| Barloworld BAR | Barloworld BAR             | Barloworld BAR |
| -------------- | -------------------------- | -------------- |
| Num            | Coureur                    | Pos            |
| 201            | Diego Caccia (ITA)         | HD             |
| 202            | Patrick Calcagni (SUI)     | 62e            |
| 203            | Steve Cummings (GBR)       | 76e            |
| 204            | Robert Hunter (RSA)        | AB             |
| 205            | Daryl Impey (RSA)          | 99e            |
| 206            | Paolo Longo Borghini (ITA) | 28e            |
| 207            | Carlo Scognamiglio (ITA)   | AB             |

| Cervélo TestTeam CTT | Cervélo TestTeam CTT    | Cervélo TestTeam CTT |
| -------------------- | ----------------------- | -------------------- |
| Num                  | Coureur                 | Pos                  |
| 211                  | Roger Hammond (GBR)     | 13e                  |
| 212                  | Heinrich Haussler (GER) | 2e                   |
| 213                  | Thor Hushovd (NOR)      | AB                   |
| 214                  | Andreas Klier (GER)     | 24e                  |
| 215                  | Daniel Lloyd (GBR)      | 45e                  |
| 216                  | Gabriel Rasch (NOR)     | 44e                  |
| 217                  | Jeremy Hunt (GBR)       | 75e                  |
| 218                  | Hayden Roulston (NZL)   | AB                   |

| Skil-Shimano SKS | Skil-Shimano SKS       | Skil-Shimano SKS |
| ---------------- | ---------------------- | ---------------- |
| Num              | Coureur                | Pos              |
| 221              | Fumiyuki Beppu (JPN)   | AB               |
| 222              | Roy Curvers (NED)      | 103e             |
| 223              | Bert De Backer (BEL)   | 89e              |
| 224              | Koen de Kort (NED)     | AB               |
| 225              | Mitchell Docker (AUS)  | AB               |
| 226              | Floris Goesinnen (NED) | 105e             |
| 227              | Cyril Lemoine (FRA)    | 52e              |
| 228              | David Deroo (FRA)      | AB               |

| Vacansoleil VAC | Vacansoleil VAC          | Vacansoleil VAC |
| --------------- | ------------------------ | --------------- |
| Num             | Coureur                  | Pos             |
| 231             | Lieuwe Westra (NED)      | 78e             |
| 232             | Wim De Vocht (BEL)       | 68e             |
| 233             | Johnny Hoogerland (NED)  | 12e             |
| 234             | Björn Leukemans (BEL)    | 8e              |
| 235             | Gerben Löwik (NED)       | 21e             |
| 236             | Jens Mouris (NED)        | 104e            |
| 237             | Frederik Veuchelen (BEL) | AB              |
| 238             | Aart Vierhouten (NED)    | 55e             |

| Vorarlberg-Corratec VBG | Vorarlberg-Corratec VBG | Vorarlberg-Corratec VBG |
| ----------------------- | ----------------------- | ----------------------- |
| Num                     | Coureur                 | Pos                     |
| 241                     | Silvère Ackermann (SUI) | HD                      |
| 242                     | René Haselbacher (AUT)  | AB                      |
| 243                     | Reto Hollenstein (SUI)  | 53e                     |
| 244                     | Philipp Ludescher (AUT) | HD                      |
| 245                     | Daniel Musiol (GER)     | AB                      |
| 246                     | Matic Strgar (SLO)      | AB                      |
| 247                     | Wim Van Huffel (BEL)    | 71e                     |
| 248                     | René Weissinger (GER)   | AB                      |

Source.